# Aspert von Velden
Aspert von Velden († 14. März 893) war achter Bischof von Regensburg von 891 bis 893.
Aspert, benannt nach dem Ort Velden, verdankte seine Ernennung zum Regensburger Bischof seiner Stellung als Erzkanzler von König Arnulf. Wie die anderen ersten Regensburger Bischöfe war er zugleich Vorsteher des Klosters Sankt Emmeram. Aus seiner kurzen Wirkenszeit als Bischof sind lediglich acht Urkunden überliefert.